# Třebechovice pod Orebem
Třebechovice pod Orebem, bis 1920 Třebechovice (deutsch Hohenbruck) ist eine Stadt in Tschechien. Sie liegt zwölf Kilometer östlich des Stadtzentrums von Hradec Králové an der Adler und gehört zum Okres Hradec Králové.

## Geographie

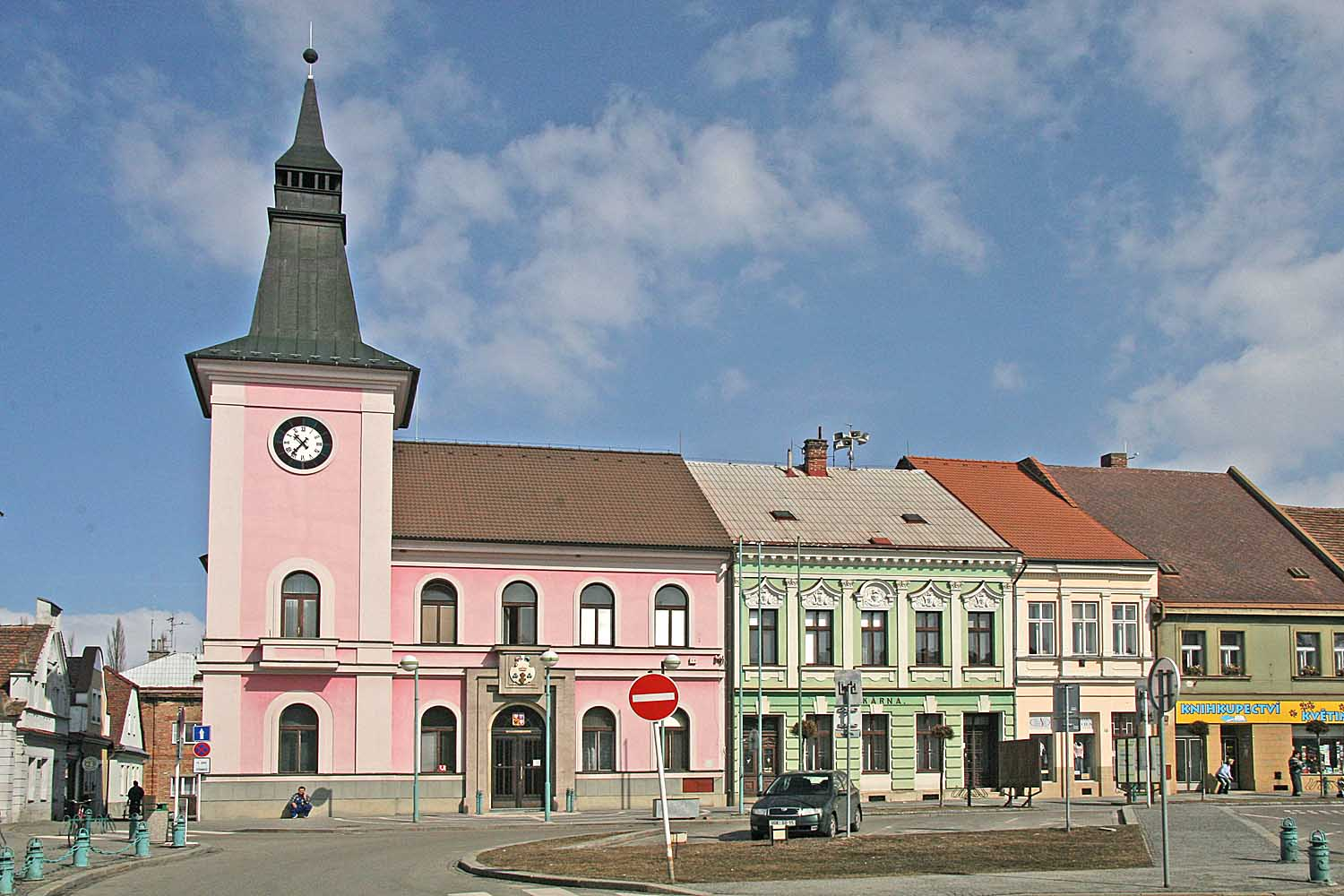
Das Rathaus

Die Stadt befindet sich auf der Hohenbrucker Tafel beiderseits des Flusses Dědina an deren Einmündung in die Adler. In Třebechovice mündet die Alba in die Dědina. Rechts der Dědina erhebt sich der 260 m hohe Hügel Oreb, der in den Namen der Stadt Eingang gefunden hat.
Durch Třebechovice führt die Staatsstraße 11 zwischen Hradec Králové und Týniště nad Orlicí, die sich hier mit den Straßen II/298 von Opočno nach Pardubice und II/299 nach Jaroměř kreuzt.
Nachbarorte sind Jeníkovice im Norden, Polánky nad Dědinou und Mitrov im Nordosten, Bědovice im Osten, Štěnkov im Südosten, Krňovice im Süden, Běleč nad Orlicí und Nepasice im Westen sowie Librantice im Nordwesten.

## Geschichte

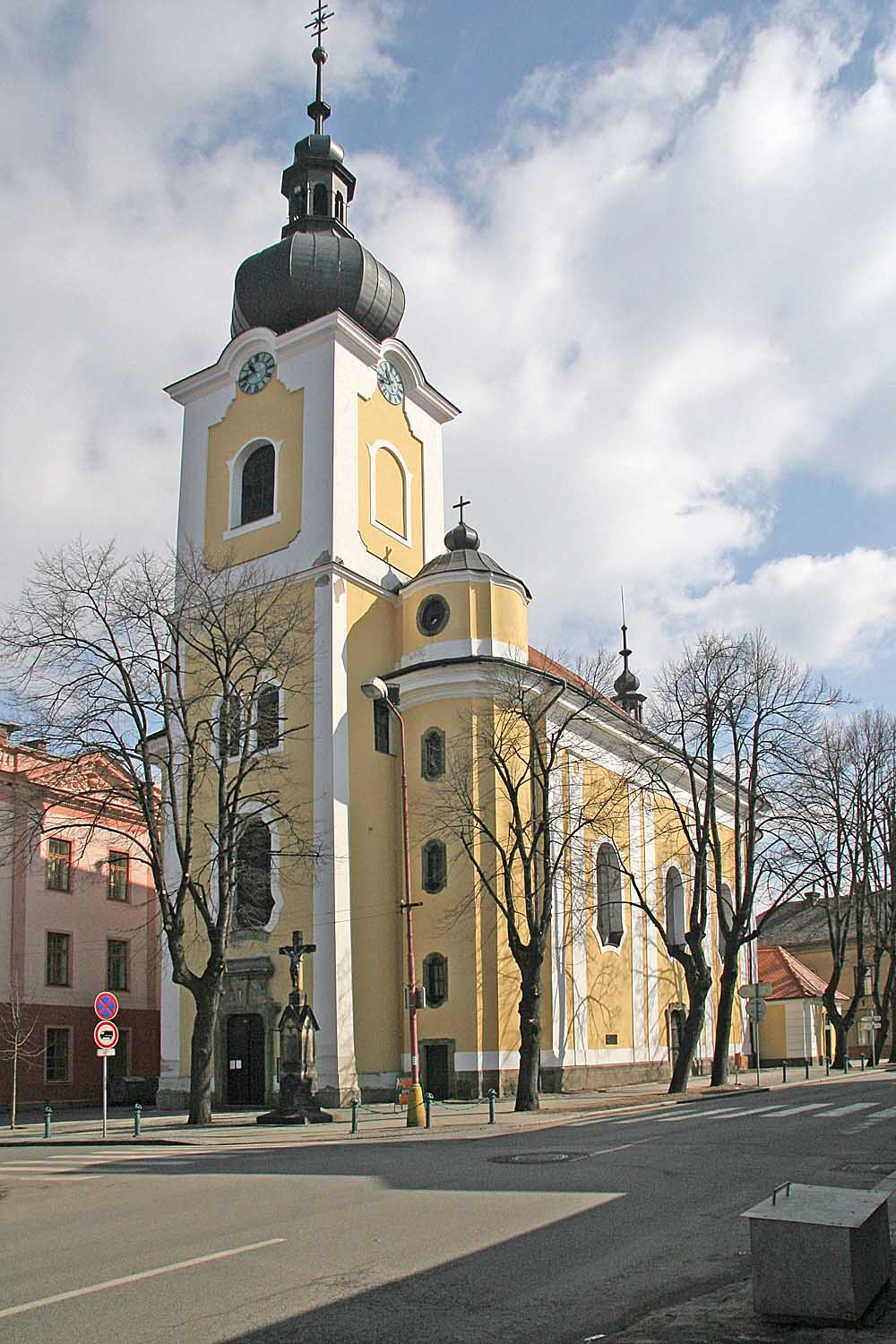
Kirche St. Andreas

Třebechovice, dessen Gründung legendenmäßig auf einen Třeboch zurückgeführt wird, wurde erstmals 1358 als «Altus pons» erwähnt. Die damit gemeinte Brücke über die Dědina befand sich damals im Bereich der heutigen Altstadt. Die Pfarrkirche St. Andreas ist für das Jahr 1384 belegt. Etwa seit der Mitte des 14. Jahrhunderts war Hohenbruck im Besitz des Hynek (Hynko) Hlawatsch von Dubá (Hynek Hlaváč z Dubé). Dessen Nachkomme Hynek IV. stellte sich auf die Seite der Hussiten, die in der Hohenbrucker Feste Königgrätzer Bürger gefangenhielten.
Bereits zu Beginn der Hussitenbewegung versammelten sich auf einem Hügel oberhalb von Hohenbruck, auf dem eine hölzerne Kapelle stand, Anhänger des Jan Hus. Sie benannten den Hügel nach dem biblischen Gottesberg Horeb «Oreb». Nach diesem Versammlungsort bezeichneten sich die Orebiten, die von Hynek Kruschina von Lichtenburg geführt wurden.
Nach 1432 gelangte Hohenbruck an den Hussitenhauptmann Přibík Kroměšín von Březovice. Dessen Tochter Johanna/Johanka, die mit Nikolaus d. Ä. Trčka von Lípa (Mikuláš Trčka z Lípy) verheiratet war, verkaufte 1496 die Feste Hohenbruck mit dem Meierhof und dem Baumgarten, dem Städtchen Hohenbruck sowie den Dörfern Nepasice, Blešno, Librantice, Jeníkovice, Krňovice, Čenkov, Lično, Petrovičky, Výrava, Hlýšovice, Lozice und Bělušovice für 5000 Schock Groschen an Nikolaus d. J. Trčka von Lípa, der sie dauerhaft mit seiner Herrschaft Opočno verband. Nachdem er 1516 ohne Nachkommen verstorben war, gelangte Hohenbruck an die Witwe Johanna zurück, die 1527 starb. Während der Herrschaft ihres Sohnes Zdenko, der seinem Sitz auf Schloss Opočno hatte, verlor die Feste ihre Bedeutung und verfiel. Letztmals erwähnt wurde sie 1544. 1567 vernichtete ein Stadtbrand große Teile von Třebechovice.
Wegen der von Jan Rudolf Trčka von Lípa verfügten zwangsweisen Rekatholisierung der Untertanen kam es 1628 auf der gesamten Herrschaft Opočno zu Bauernunruhen. Nach Jan Rudolfs Tod 1634 wurde dessen Vermögen konfisziert, wodurch Třebechovice 1636 an die Brüder Hieronymus und Rudolf von Colloredo-Waldsee gelangte, die ebenfalls erbarmungslos gegen Nichtkatholiken vorgingen. Nach der Ablösung der Patrimonialherrschaften wurde Třebechovice 1849 von einer untertänigen zur freien Stadt. Letzter Grundherr war Franz de Paula Gundacker II. von Colloredo-Mannsfeld.
In der zweiten Hälfte des 19. Jahrhunderts siedelte sich Industrie an. 1920 wurde der Name des Hügels Oreb in den Stadtnamen aufgenommen, der seitdem Třebechovice pod Orebem lautet.

## Ortsgliederung
Die Stadt Třebechovice pod Orebem besteht aus den Ortsteilen Krňovice (Krniowitz), Nepasice (Nepasitz), Polánky nad Dědinou (Polanka an der Diedina), Štěnkov (Stienkow, 1939–45: Wolfshof) und Třebechovice pod Orebem (Hohenbruck), die zugleich auch Katastralbezirke bilden. Grundsiedlungseinheiten sind Bědovice (Biedowitz), Krňovice, Mitrov (Mitrow), Nepasice, Polánky nad Dědinou, Štěnkov und Třebechovice pod Orebem.

## Sehenswürdigkeiten

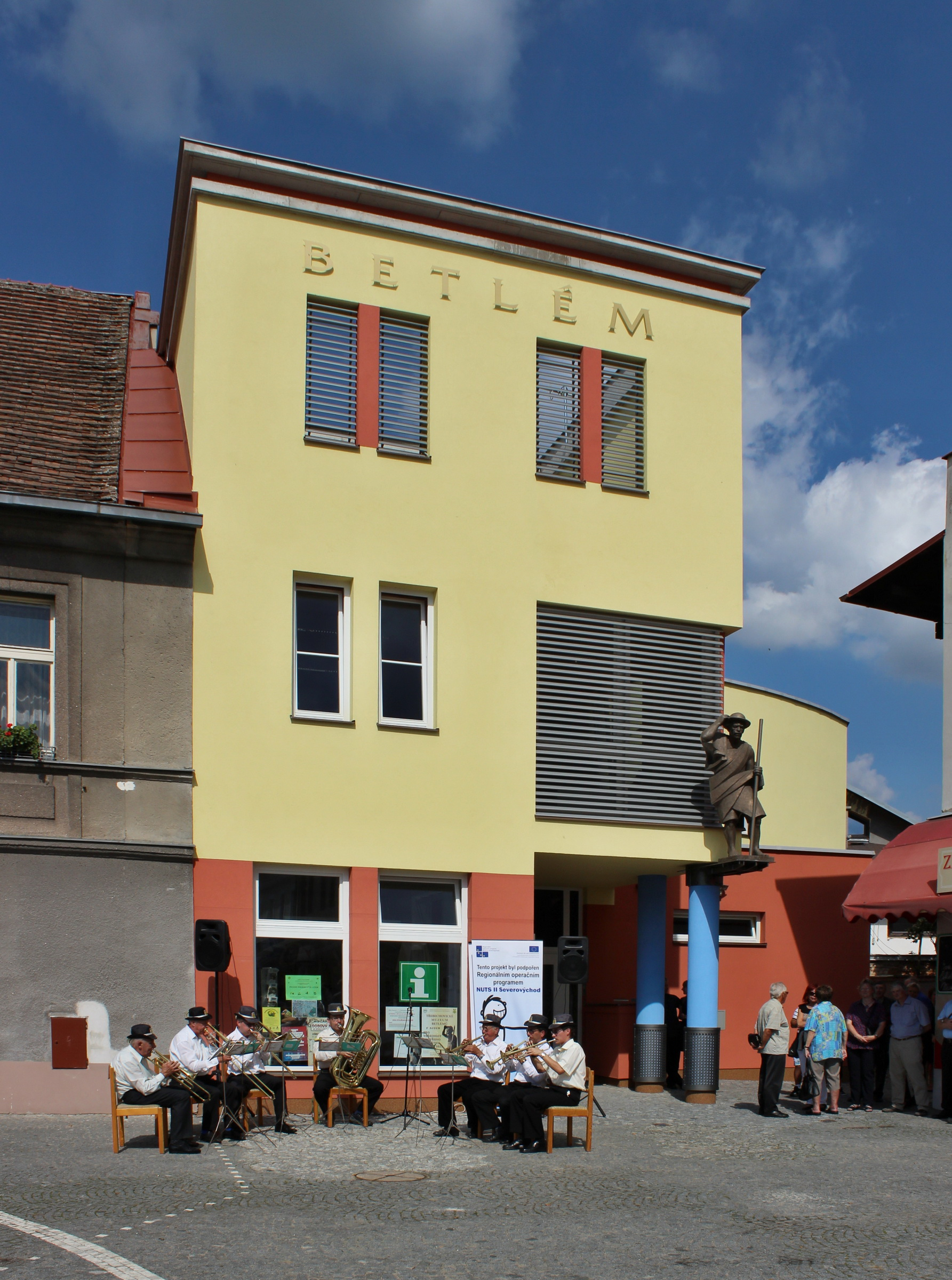
Krippenmuseum Třebechovice

- Die bereits 1384 erwähnte Pfarrkirche St. Andreas wurde nach der Feuersbrunst von 1567 in den Jahren 1572–1575 erneuert und 1767–1770 nach Plänen von Franz Kermer erweitert. Die Fresken schuf 1771 Josef Kramolín.
- Die  Fronleichnams-Friedhofskirche entstand 1835.
- Krippenmuseum Třebechovice mit einer Sammlung von Weihnachtskrippen. Bekanntestes Ausstellungsstück ist die mechanische Probošt-Krippe
- Marien-Pestsäule auf dem Markt
- Dreifaltigkeitsstatue auf dem Markt
- Marktbrunnen, aufgestellt 1675
- Freilichtmuseum Muzeum Skanzen Krňovice in Krňovice

## Söhne und Töchter der Stadt
- Ignác Held (1764–1816), Komponist
- Jan Theobald Held (1770–1851), Mediziner und Komponist
- Vilém Koleš (1869–1944), Schriftsteller und Historiker, Gründer des Stadtmuseums.
- Jan Blahoslav Čapek (1903–1982), Schriftsteller